# Achilles '29
El Achilles '29 es un equipo de fútbol neerlandés de Groesbeek, en la provincia de Güeldres. Actualmente juega en la Tweede klasse, séptimo nivel del fútbol neerlandés.

## Historia
Fue fundado el 1 de junio de 1929 en la ciudad de Groesbeek, el cual ganó su primer título en 1983 en la Hoofdklasse, la principal liga amateur en aquel entonces, donde permanecieron durante muchos años, intentando el ascenso en varias ocasiones hasta que lograron ascender a la Topklasse, la cual ganaron en la temporada 2011/12, ganando el derecho de ascender a la Eerste Divisie, el cual no ejercieron.
Tras lograr el campeonato en la temporada 2012/13 y de que a los equipos AGOVV Apeldoorn y BV Veendam les revocaran la licencia para jugar en la Eerste Divisie, lograron el ascenso a la Eerste Divisie para la temporada 2013/14.

## Palmarés
- Topklasse (1): 2011-12
- Hoofdklasse (3): 1982-83, 2005-06, 2007-08
- Copa del Distrito Este (2): 2007-08, 2010-11
- Amateur KNVB Cup (1): 2010-11
- Supercopa Amateur (2): 2011-12, 2012-13